# Santa Maria sopra Minerva
A Santa Maria sopra Minerva domonkos-rendi olasz katolikus címtemplom Rómában.
A templom elnevezése onnan ered, hogy a helyén található első keresztény templomépület közvetlenül az Ízisz egyiptomi istennőnek szentelt templom romjai vagy alapjai fölé épült, amelyet tévesen Minerva görög-római istennőnek tulajdonítottak.
A templom és a szomszédos kolostor története során a különböző időszakokban a domonkos rend székhelyeként szolgált.

## A bíboros-protektorainak listája
- 1557–1566: Michele Ghisleri (később V. Piusz pápa)
- 1566–1589: Michele Bonelli
- 1589–1602: Girolamo Bernerio
- 1602–1608: François-Marie Thaurusi
- 1608–1616: Filippo Spinelli
- 1621–1639: Giulio Roma
- 1643–1654: Giambattista Altieri
- 1655–1679: Jean-François Paul de Gondi
- 1679–1694: Philip Howard of Norfolk[2]
- 1694–1699: José Saenz d’Aguirre
- 1701–1729: Louis Antoine de Noailles
- 1729–1730: Agustín Pipia
- 1730–1747: Sinzendorf Fülöp Lajos
- 1747–1762: Daniele Delfino
- 1758–1770: Giuseppe Pozzobonelli
- 1770–1782: Scipione Borghese
- 1783–1787: Tommaso Maria Ghilini
- 1787–1800: Vincenzo Ranuzzi
- 1801–1814: Giulio Maria della Somaglia
- 1816–1822: Francesco Fontana
- 1823–1828: Francesco Bertazzoli
- 1829–1832: Benedetto Barberini
- 1832–1836: Giuseppe Maria Velzi
- 1838–1850: Antonio Francesco Orioli
- 1850–1854: Raffaele Fornari
- 1857–1860: Francesco Gaude
- 1861–1864: Gaetano Bedini
- 1868–1870: Matteo Eustachio Gonella
- 1875–1885: John McCloskey
- 1887–1894: Zeferino González y Díaz Tuñón
- 1895–1896: Egidio Mauri
- 1896–1909: Serafino Cretoni
- 1911–1918: John Murphy Farley
- 1919–1922: Teodoro Valfre di Bonzo
- 1922–1926: Stanislas Touchet
- 1926–1929: Giuseppe Gamba
- 1930–1938: Giulio Serafini
- 1939–1946: Eugène Tisserant
- 1946–1965: Clemente Micara
- 1967–1974: Antonio Samorè
- 1976–1977: Dino Staffa
- 1979–1998: Anastasio Ballestrero
- 2001–2017: Cormac Murphy-O’Connor
- 2018–hivatalban António Augusto dos Santos Marto

## Jegyzet
1. ↑  Grundmann, Stefan; Fürst, Ulrich (1998), The Architecture of Rome: an architectural history in 400 individual presentations, Stuttgart: Ed. Axel Menges, ISBN 3-930698-60-9
2. ↑  Philip Thomas Howard (1629–1694) angol domonkos szerzetes és bíboros volt. A Cambridge-i Egyetem St. John's College-ban tanult, majd 1646-ban belépett a Domonkos-rendbe, és 1652-ben pappá szentelték Rennes-ben. 1658-ban megalapította a flamand Bornemben az angol domonkos rendházat, ahol az első prior lett. 1665-ben kinevezték Bragança Katalin, II. Károly angol király feleségének első káplánjává, és ő lett az alamizsna osztók vezetője is. 1672-ben Bithünia-i Helenopolis címzetes püspökévé nevezték ki, 1675-ben bíborosi rangot kapott. 1679-ben az angol katolikus közösségért felelős bíboros-protektorrá nevezték ki. Howard a belgiumi Leuvenben megalapította az Angol Domonkos Kollégiumot (St. Thomas College), és 1694-ben az újjáélesztett angol domonkos tartomány vikárius-generálisa lett. Részt vett a bíborosi konklávékon 1676-ban, 1689-ben és 1691-ben. 1694-ben hunyt el Rómában, és a Santa Maria sopra Minerva templomban helyezték örök nyugalomra. Forrás: Archbishop Philip Howard (angol nyelven). Catholic-Hierarchy . (Hozzáférés: 2025. január 18.)

## Fordítás
Ez a szócikk részben vagy egészben  a   Santa Maria sopra Minerva című angol Wikipédia-szócikk ezen változatának fordításán alapul.  Az eredeti cikk szerkesztőit annak laptörténete sorolja fel. Ez a jelzés csupán a megfogalmazás eredetét és a szerzői jogokat jelzi, nem szolgál a cikkben szereplő információk forrásmegjelöléseként.